# Kyoustendil (oblast)
Pour la ville, voir Kyoustendil.
L'oblast de Kyoustendil est l'un des 28 oblasti (« province », « région », « district ») de Bulgarie. Son chef-lieu est la ville de Kyoustendil.

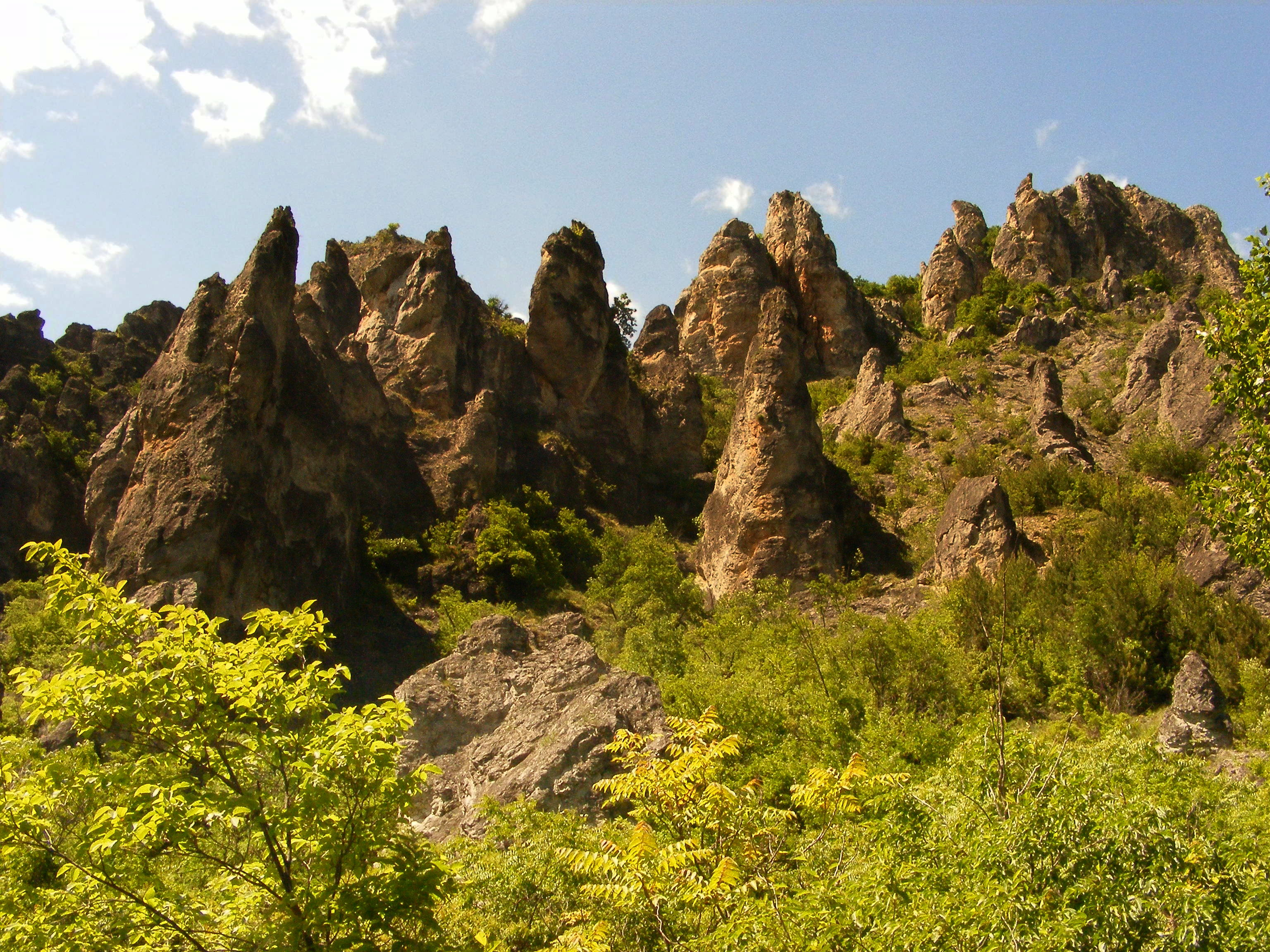
Canyon de Shegava

## Géographie

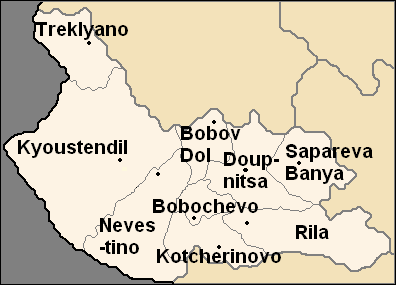
Carte des obchtini de l'oblast de Kyoustendil

La superficie de l'oblast est de 3 051,5 km².

## Démographie
Lors d'un recensement récent, la population s'élevait à 160 702 hab., soit une densité de population de 52,66 hab./km².

## Administration
L'oblast est administré par un « gouverneur régional » (en bulgare Областен управител), dont le rôle est plus ou moins comparable à celui d'un préfet de département en France. Le gouverneur actuel est Lyoubomir Kirilov Dermanski (en bulgare : Любомир Кирилов Дермански).

## Subdivisions
L'oblast regroupe 9 municipalités (en bulgare, община – obchtina – au singulier, Общини – obchtini – au pluriel), au sein desquelles chaque ville et village conserve une personnalité propre, même si une intercommunalité semble avoir existé dès le milieu du XIXe siècle :
Bobochevo (Бобошево), Bobov dol (Бобов дол), Doupnitsa (Дупница), Kotcherinovo (Кочериново), Kyoustendil (Кюстендил), Nevestino (Невестино), Rila (Рила), Sapareva banya (Сапарева баня), Treklyano (Трекляно).

## Liste détaillée des localités
Les noms de localités en caractères gras ont le statut de ville (en bulgare : град, translittéré en grad). Les autres localités ont le statut de village (en bulgare : село translittéré en selo).
Les noms de localités s'efforcent de suivre, dans la translittération en alphabet latin, la typographie utilisée par la nomenclature bulgare en alphabet cyrillique, notamment en ce qui concerne l'emploi des majuscules (certains noms de localités, visiblement formés à partir d'adjectifs et/ou de noms communs, ne prennent qu'une majuscule) ou encore les espaces et traits d'union (ces derniers étant rares sans être inusités). Chaque nom translittéré est suivi, entre parenthèses, du nom bulgare original en alphabet cyrillique.

### Bobochevo (obchtina)
L'obchtina de Bobochevo groupe une ville, Bobochevo, et 11 villages :
Badino (Бадино) ·
Blajievo (Блажиево) ·
Bobochevo (Бобошево) ·
Dobrovo (Доброво) ·
Kamenik (Каменик) ·
Ousoïka (Усойка) ·
Skrino (Скрино) ·
Slatino (Слатино) ·
Sopovo (Сопово) ·
Tsiklovo (Циклово) ·
Visoka mogila (Висока могила) ·
Voukovo (Вуково).

### Bobov dol (obchtina)
L'obchtina de Bobov dol groupe une ville, Bobov dol, et 17 villages :
Babino (Бабино) ·
Babinska reka (Бабинска река) ·
Blato (Блато) ·
Bobov dol (Бобов дол) ·
Chatrovo (Шатрово) ·
Dolistovo (Долистово) ·
Golema Foutcha (Голема Фуча) ·
Golemo selo (Големо село) ·
Golyam Varbovnik (Голям Върбовник) ·
Gorna Koznitsa (Горна Козница) ·
Korkina (Коркина) ·
Lokvata (Локвата) ·
Mala Foutcha (Мала Фуча) ·
Mali Varbovnik (Мали Върбовник) ·
Malo Selo (Мало село) ·
Mlamolovo (Мламолово) ·
Novoselyane (Новоселяне) ·
Panitcharevo (Паничарево).

### Doupnitsa (obchtina)
L'obchtina de Doupnitsa groupe une ville, Doupnitsa, et 16 villages :
Balanovo (Баланово) ·
Bistritsa (Бистрица) ·
Blatino (Блатино) ·
Delyan (Делян) ·
Djerman (Джерман) ·
Doupnitsa (Дупница) ·
Dyakovo (Дяково) ·
Gramade (Грамаде) ·
Kraïni dol (Крайни дол) ·
Kraynitsi (Крайници) ·
Kremenik (Кременик) ·
Palatovo (Палатово) ·
Piperevo (Пиперево) ·
Samoranovo (Самораново) ·
Tcherven breg (Червен брег) ·
Topolnitsa (Тополница) ·
Yakhinovo (Яхиново).

### Kotcherinovo (obchtina)
L'obchtina de Kotcherinovo groupe une ville, Kotcherinovo, et 10 villages :
Barakovo (Бараково) ·
Borovetz (Боровец) ·
Bouranovo (Бураново) ·
Dragodan (Драгодан) ·
Froloch (Фролош) ·
Kotcherinovo (Кочериново) ·
Kroumovo (Крумово) ·
Moursalevo (Мурсалево) ·
Porominovo (Пороминово) ·
Stob (Стоб) ·
Tsarvichte (Цървище).

### Kyoustendil (obchtina)
L'obchtina de Kyoustendil groupe une ville, Jyoustendil, et 71 villages :
Bagrentsi (Багренци) ·
Bersin (Берсин) ·
Blatets (Блатец) ·
Bobechino (Бобешино) ·
Bogoslov (Богослов) ·
Bounovo (Буново) ·
Chichkovtsi (Шишковци) ·
Chipotchano (Шипочано) ·
Dojdevitsa (Дождевица) ·
Dolna Grachtitsa (Долна Гращица) ·
Dolno Ouïno (Долно Уйно) ·
Dolno selo (Долно село) ·
Dragovichtitsa (Драговищица) ·
Dvorichte (Дворище) ·
Garbino (Гърбино) ·
Girtchevtsi (Гирчевци) ·
Goranovtsi (Горановци) ·
Gorna Brestnitsa (Горна Брестница) ·
Gorna Grachtitsa (Горна Гращица) ·
Gorno Ouïno (Горно Уйно) ·
Gramajdano (Грамаждано) ·
Granitsa (Граница) ·
Gourbanovtsi (Гурбановци) ·
Garlyano (Гърляно) ·
Gyouechevo (Гюешево) ·
Ivanovtsi (Ивановци) ·
Jabokrat (Жабокрът) ·
Jeravino (Жеравино) ·
Jilentsi (Жиленци) ·
Kamenitchka Skakavitsa (Каменичка Скакавица) ·
Karchalevo (Кършалево) ·
Katrichte (Катрище) ·
Konyavo (Коняво) ·
Kopilovtsi (Копиловци) ·
Kopriva (Коприва) ·
Koutougertsi (Кутугерци) ·
Kyoustendil (Кюстендил) ·
Lelintsi (Лелинци) ·
Leska (Леска) ·
Lisets (Лисец) ·
Lomnitsa (Ломница) ·
Lozno (Лозно) ·
Mazaratchevo (Мазарачево) ·
Nikolitchevtsi (Николичевци) ·
Novi tchiflik (Нови чифлик) ·
Novo selo (Ново село) ·
Piperkov tchiflik (Пиперков чифлик) ·
Poletintsi (Полетинци) ·
Polska Skakavitsa (Полска Скакавица) ·
Prekolnitsa (Преколница) ·
Radlovtsi (Радловци) ·
Rajdavitsa (Раждавица) ·
Ranentsi (Раненци) ·
Rasovo (Ръсово) ·
Rejintsi (Режинци) ·
Sajdenik (Сажденик) ·
Savoïski (Савойски) ·
Skrinyano (Скриняно) ·
Slokochtitsa (Слокощица) ·
Sovolyano (Соволяно) ·
Stensko (Стенско) ·
Tarnovlag (Търновлаг) ·
Tarsino (Търсино) ·
Tavalitchevo (Таваличево) ·
Tchoudintsi (Чудинци) ·
Tsarvena yabalka (Цървена ябълка) ·
Tsarvendol (Цървендол) ·
Tsarvenyano (Цървеняно) ·
Tserovitsa (Церовица) ·
Tsrechnovo (Црешново) ·
Vratsa (Вратца) ·
Yabalkovo (Ябълково)

### Nevestino (obchtina)
L'obchtina de Nevestino groupe 23 villages :
Dlakhtchevo-Sablyar (Длъхчево-Сабляр) ·
Dolna Koznitsa (Долна Козница) ·
Droumokhar (Друмохар) ·
Eremiya (Еремия) ·
Iliya (Илия) ·
Kadrovitsa (Кадровица) ·
Lilyatch (Лиляч) ·
Marvodol (Мърводол) ·
Nedelkova grachtitsa (Неделкова гращица) ·
Nevestino (Невестино) ·
Pastoukh (Пастух) ·
Pelatikovo (Пелатиково) ·
Rakovo (Раково) ·
Rachka grachtitsa (Рашка гращица) ·
Smolitchano (Смоличано) ·
Stradalovo (Страдалово) ·
Tchekanets (Чеканец) ·
Tchetirtsi (Четирци) ·
Tichanovo (Тишаново) ·
Tsarvaritsa (Църварица) ·
Vaksevo (Ваксево) ·
Vetren (Ветрен) ·
Zgourovo (Згурово)

### Rila (obchtina)
L'obchtina de Rila groupe une ville, Rila, et 4 villages :
Padala (Падала) ·
Pastra (Пастра) ·
Rila (Рила) ·
Rilski Manastir (Рилски Манастир) ·
Smotchevo (Смочево)

### Sapareva banya (obchtina)
L'obchtina de Sapareva banya groupe une ville, Sapareva banya, et 4 villages :
Ovtchartsi (Овчарци) ·
Panitchichte (Паничище) ·
Resilovo (Ресилово) ·
Sapareva banya (Сапарева баня) ·
Saparevo (Сапарево)

### Treklyano (obchtina)
L'obchtina de Treklyano groupe 19 villages :
Bazovitsa (Бъзовица) ·
Brest (Брест) ·
Dobri dol (Добри дол) ·
Dolni Koriten (Горни Коритен) ·
Dolno Kobile (Горно Кобиле) ·
Dragoïtchintsi (Драгойчинци) ·
Gabrechevtsi (Габрешевци) ·
Gorni Koriten (Горни Коритен) ·
Gorno Kobile (Горно Кобиле) ·
Kiselitsa (Киселица) ·
Kosovo (Косово) ·
Metokhiya (Метохия) ·
Oushi (Уши) ·
Pobit kamak (Побит камък) ·
Souchitsa (Сушица) ·
Sredorek (Средорек) ·
Tchechlyantsi (Чешлянци) ·
Treklyano (Трекляно) ·
Zlogoch (Злогош)